# Woodstockfestivalen

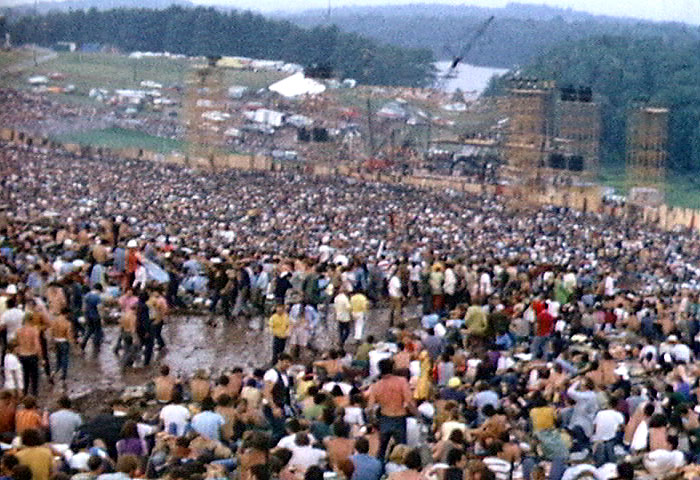
Bild på scenen, 1969.

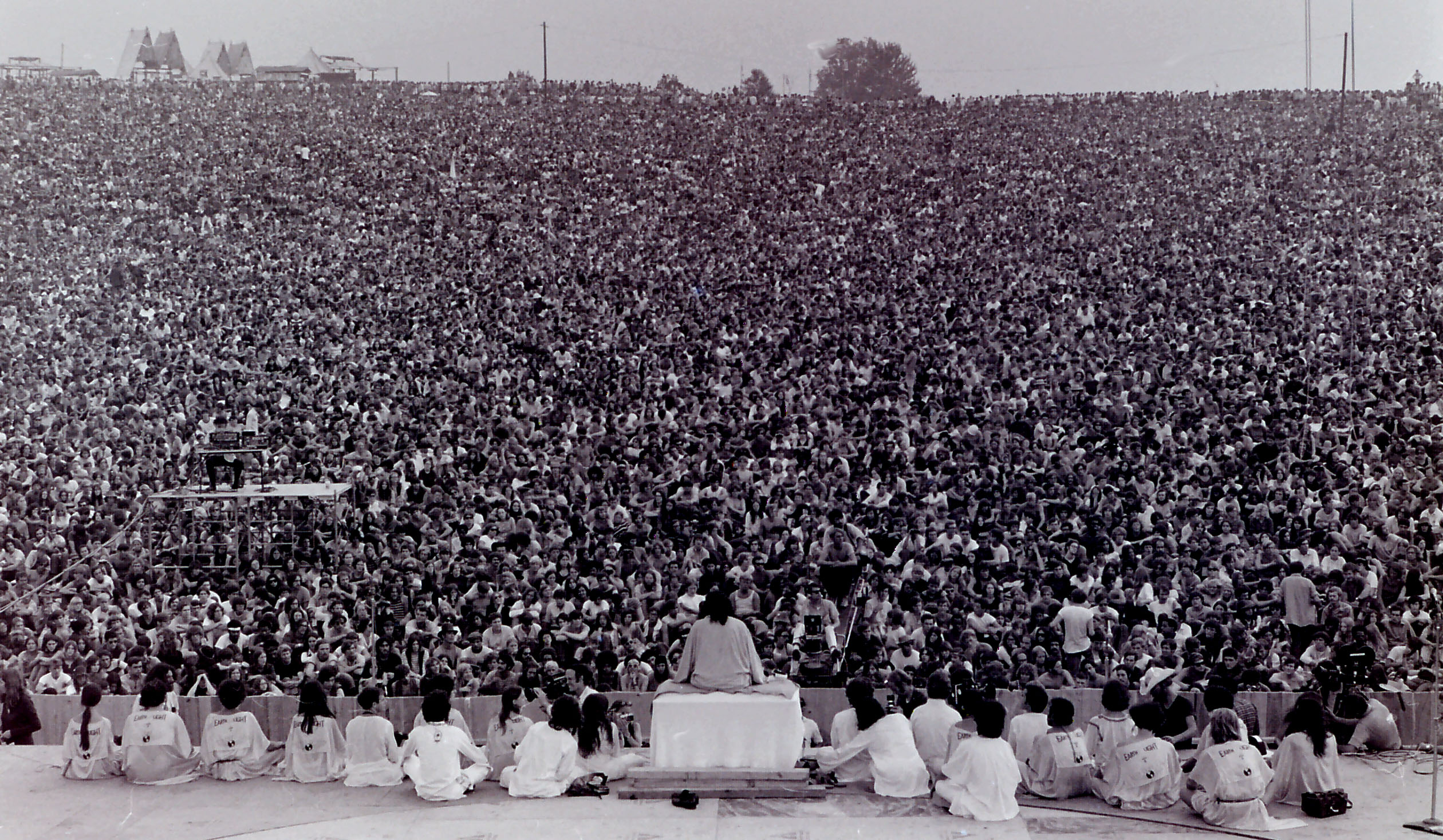
Öppningsanförandet ges av gurun Swami Satchidananda Saraswati.

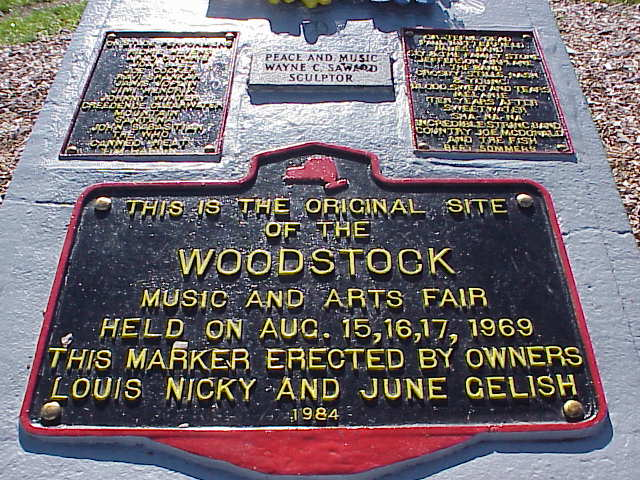
Minnesmärke uppsatt för 15-årsjubileet av Woodstockfestivalen, 1984.

Woodstock Music & Art Fair (informellt Woodstock eller Woodstockfestivalen) var en musikfestival som hölls 15-18 augusti 1969 på ägorna till en mjölkgård nära staden Bethel i Sullivan County i delstaten New York. Den arrangerades av Michael Lang, John Roberts, Joel Rosenman och Artie Kornfeld. Att festivalen kallats just Woodstockfestivalen berodde på att man egentligen tänkt anordna den i staden Woodstock. När arrangörerna inte fick tillstånd där, upplät mjölkbonden Max Yasgur istället sin mark åt festivalen. 
Arrangörerna hade väntat sig en publik på upp emot 200 000 personer, men i stället kom minst 400 000 personer – kanske ännu fler, eftersom ingen exakt räkning förekom och uppgifterna därför varierar. (Enligt den engelska wikipedia https://en.wikipedia.org/wiki/Woodstock hade man t o m räknat med ett så lågt antal som 50 000 personer och det kom över 460 000). Ryktet spred sig blixtsnabbt och publiken strömmade till spontant utan någon som helst marknadsföring. Arrangörerna hade först tänkt ta betalning för inträde men gav snart upp den idén och lät alla komma in gratis. Vägarna runt festivalområdet fylldes med bilar, ungdomar och hippies som försökte ta sig till platsen. Då man inte hade väntat sig så extremt mycket folk rådde det brist på mat, toaletter, sjuktält och andra faciliteter. Det var mycket trångt, och det regniga vädret gjorde marken lerig. Trots risken för kaos har publiken på Woodstock beskrivits som mycket lugn och sansad.
Några berömda ögonblick från festivalen var Janis Joplins starka sångframträdande, Jimi Hendrix tolkning av den amerikanska nationalsången, Santanas långa synkoper, Ravi Shankars sitarsolon och Richie Havens suggestiva gitarrlåt "Freedom". Festivalen har med sitt budskap ”Three days of peace and music” (Tre dagar av fred och musik) kommit att representera en av höjdpunkterna inom hippieeran, motkultur och livsstilen i slutet på 1960-talet. Flera dokumentärfilmer har gjorts om festivalen. 

## Citat
"Woodstockfestivalen — den största folkmassa som någonsin har samlats för ett annat syfte än krig". — John Lennon

## Artister som uppträdde på Woodstockfestivalen

### Fredag 15 augusti – Lördag 16 augusti
| Artist              | Tid           | Noteringar                                       |
| ------------------- | ------------- | ------------------------------------------------ |
| Richie Havens       | 17:07 – 19:00 |                                                  |
| Swami Satchidananda | 19:10 – 19:20 | Höll festivalens invigningstal                   |
| Sweetwater          | 19:30 – 20:10 |                                                  |
| Bert Sommer         | 20:20 – 21:15 |                                                  |
| Tim Hardin          | 21:20 – 21:45 |                                                  |
| Ravi Shankar        | 22:00 – 22:35 | Fortsatte spelningen trots att det började regna |
| Melanie             | 22:50 – 23:20 |                                                  |
| Arlo Guthrie        | 23:55 – 00:25 |                                                  |
| Joan Baez           | 00:55 – 02:00 | Var gravid i sjätte månaden när hon framträdde   |

### Lördag 16 augusti – Söndag 17 augusti
| Artist                                 | Tid           | Noteringar |
| -------------------------------------- | ------------- | --- |
| Quill                                  | 12:15 – 12:45 | |
| Country Joe McDonald                   | 13:00 – 13:30 | Joe spelade senare med Country Joe and the Fish                                                                                  |
| Santana                                | 14:00 – 14:45 | |
| John Sebastian                         | 15:30 – 15:55 | |
| Keef Hartley Band                      | 16:45 – 17:30 | |
| The Incredible String Band             | 18:00 – 18:30 | |
| Canned Heat                            | 19:30 – 20:30 | |
| Mountain                               | 21:00 – 22:00 | |
| Grateful Dead                          | 22:30 – 00:05 | Spelade fem låtar innan de till slut avbröt. Då hade regnovädret redan förorsakat flera avbrott och långa pauser mellan låtarna. |
| Creedence Clearwater Revival           | 00:30 – 01:20 | |
| Janis Joplin och The Kozmic Blues Band | 02:00 – 03:00 | |
| Sly and the Family Stone               | 03:30 – 04:20 | |
| The Who                                | 05:00 – 06:05 | |
| Jefferson Airplane                     | 08:00 – 09:40 | |

### Söndag 17 augusti – Måndag 18 augusti
| Artist                                | Tid           | Noteringar |
| ------------------------------------- | ------------- | --- |
| Joe Cocker och The Grease Band        | 14:00 – 15:25 | Efter Joe Cockers spelning drog ett åskoväder fram som försenade arrangemanget med flera timmar.                                                                                                |
| Country Joe and the Fish              | 18:30 – 20:00 | Country Joe McDonalds andra framförande. |
| Ten Years After                       | 20:15 – 21:15 | |
| The Band                              | 22:00 – 22:50 | |
| Johnny Winter                         | 00:00 – 01:05 | Winters bror Edgar Winter medverkade på tre låtar. |
| Blood, Sweat & Tears                  | 01:30 – 02:30 | |
| Crosby, Stills, Nash & Young          | 03:00 – 04:00 | Två olika uppsättningar gjordes, en akustisk och en elektrisk del. I den akustiska delen deltog Neil Young bara i slutet.                                                                       |
| Paul Butterfield Blues Band           | 06:00 – 06:45 | |
| Sha Na Na                             | 07:30 – 08:00 | |
| Jimi Hendrix och Gypsy Sun & Rainbows | 09:00 – 11:10 | Efter att ha blivit presenterade som The Jimi Hendrix Experience korrigerade Hendrix och sa att de hette "Gypsy Sun & Rainbow" för att senare under spelningen presentera dem som "Sky Church". |

## Film
Dokumentärfilmen Woodstock, i regi av Michael Wadleigh, hade premiär i mars 1970. Filmen erhöll en Oscar för bästa dokumentär vid den 43:e Oscarsgalan.